# 그레이브 인카운터 시리즈
《그레이브 인카운터》(영어: Grave Encounters)는 2011년 개봉한 캐나다의 파운드 푸티지 초자연 공포 영화이다.
2012년 속편 《그레이브 인카운터 2》가 나왔다.

## 줄거리
영화 초반 초자연 현상 리얼리티 방송 "그레이브 인카운터" 제작사 사장 제리 하트필드는 방송이 5화까지 방영된 후 촬영팀 전원이 실종되어 그대로 종영하였다고 말한다. 앞으로 시청하게 될 영상은 제작되지 못한 6화에 해당하는 푸티지라고 설명한다.
귀신의 집 탐방기를 찍기 위해 19세기에 문을 열고 1963년에 문을 닫은 정신 병동에 들어간 "그레이브 인카운터" 촬영팀에게 여러 기이한 현상이 벌어진다. 곧 촬영팀은 귀신 의사들에게 정신병 환자 취급을 받고, 동료들을 한 명씩 잃어간다.
이내 제작자 랜스와 오컬트 전문가 사샤만 남아 지하 터널로 도주하지만 그 지하 터널도 끝이 보이지 않는다. 결국 사샤도 안개 속으로 끌려가고 랜스만이 남는다. 환자들에게 악마 의식과 흑마술을 행했던 기록을 발견한 직후 랜스는 귀신 의사들에게 강제로 뇌엽 절제술을 받는다. 자신에게 부과된 역할 놀이에 완전히 굴복하게 된 랜스가 누가 보아도 온전치 않은 모습으로 카메라를 집어들고 "의사 선생님이 제가 좀 나아졌대요. 드디어 집에 갈 수 있어요"라고 말한 뒤 영화는 끝이 난다.

## 출연
- 숀 로저슨 - 랜스 프레스턴 역
- 애슐리 그리즈코 - 사샤 파커 역
- 머윈 몬디지어 - T.C. 깁슨 역
- 매켄지 그레이 - 휴스턴 그레이 역
- 완 리딩어 - 맷 화이트 역
- 아서 코버 - 아서 프리드킨 의사 역
- 밥 라시 - 케니 샌더볼 역
- 벤 윌킨슨 - 제리 하트필드 역
- 미셸 커민스 - 욕조 악령 역
- 숀 맥도널드 - 모건 터너, 지역 역사가 역
- 루이스 하비어

## 기타 제작진
- 협력 제작: 마이클 칼린
- 미술: 폴 매컬러
- 의상: 내털리 사이먼
- 분장 부문: 앰버 머카, 리비 네이글
- 조감독: 마이클 벤드너